# NGC 2609
NGC 2609 (również ESO 124-SC17) – gromada otwarta znajdująca się w gwiazdozbiorze Kila. Odkrył ją John Herschel 8 marca 1836 roku. Jest położona w odległości ok. 4,3 tys. lat świetlnych od Słońca.